# André Charlet (hockey sur glace)
Pour les articles homonymes, voir André Charlet.
André Charlet (né le 23 avril 1898 - mort le 24 novembre 1954) est un joueur français de hockey sur glace.
Joueur de Chamonix, il fut également membre de l'équipe de France, avec laquelle il remporta le titre de champion d'Europe en 1924.
Il participa aux Jeux olympiques d'hiver de Chamonix (1924) et de Saint-Moritz (1928).